# Kalanchoe longifolia
Kalanchoe longifolia är en fetbladsväxtart som beskrevs av Geddes. Kalanchoe longifolia ingår i släktet Kalanchoe och familjen fetbladsväxter. Inga underarter finns listade i Catalogue of Life.